# Jean de Serres
Pour les articles homonymes, voir Serres.
Jean de Serres, en latin Joannes Serranus, (1540-1598) est un pasteur calviniste, humaniste et historiographe français.

## Biographie
Né à Villeneuve-de-Berg dans une famille calviniste, il est le frère d'Olivier de Serres. Il part étudier les lettres classiques à l'Académie de Lausanne de 1557 à 1559, puis la théologie à l'Académie de Genève jusqu'en 1566. Il devient ensuite pasteur de l'Église réformée de Jussy. S'étant brouillé avec le consistoire de Genève, il repart à Lausanne  où il devient principal du collège.
Sa traduction de Platon ayant établi sa réputation, il est appelé à Nîmes en 1579 pour réformer le collège des arts de la ville. En 1589, il devient pasteur à Orange. Jouissant de la confiance de Henri IV, il est nommé en 1596 historiographe de France et est employé par le roi, soit en France, soit à l'étranger, pour tenter de rapprocher les différentes communions, ce qui lui vaut l'hostilité des deux partis. 
Au colloque de Saint-Paul-Trois-Châteaux (1594) il se rétracte. 
Il meurt en 1598, à Genève après une courte maladie, que ses contemporains prirent pour un empoisonnement. Ce décès à Genève, pour Haag (La France protestante), détruit les accusations d’infidélité au protestantisme. Mais certains ont pensé qu'il prouve sa duplicité.
Il sera excommunié, à titre posthume, la même année.

## Œuvres
On a de lui : 
- Mémoires de la IIIe guerre civile et des derniers troubles de France, 1570
- Commentariorum de statu religionis et Reipublicae in Regno Galliae, 1571. Cet ouvrage, imprimé par Jean Crespin, couvre les guerres de religion de 1557 à 1570, et constitue la première histoire de ces guerres établie sur la base des témoignages des réfugiés français établis en Suisse. En 1575, il lui rajoute une quatrième partie allant jusqu'en 1574.
- Gasparis Colinii, Castellonii, magni quondam Franciae amiralii, vita, 1575
- Platonis Opera, Genève, 1578. Cette édition, réalisée en collaboration avec Henri Estienne, est considérée comme une édition de référence.
- De l'Immortalité de l'âme, 1596
- Inventaire de l'Histoire de France, 1597. Cet ouvrage, écrit en tant qu'historiographe du roi, a été souvent réimprimé avec des continuations.
- Histoire des choses mémorables avenues en France, depuis l'an 1547 jusques au commencement de l'an 1597, sous le règne de Henri II, François II, Charles IX, Henri III et Henri IV, 1599